# Idactus coquereli
Idactus coquereli es una especie de escarabajo longicornio del género Idactus, tribu Ancylonotini, subfamilia Lamiinae. Fue descrita científicamente por Fairmaire en 1890.

## Descripción
Mide 8-13,5 milímetros de longitud.

## Distribución
Se distribuye por Arabia Saudita, Yibuti, Emiratos Árabes Unidos, Eritrea, Etiopía, Irán, Kenia, Omán, Uganda, Somalia y Yemen.